# مواءمة أطول بادئة
مواءمة أطول بادئة (بالإنجليزية: Longest prefix match)‏ هي خوارزمية تُستخدم من قبل الموجهات ضمن بروتوكول الإنترنت (IP) لتحدد مدخل من جدول التوجيه (بالإنجليزية: forwarding table)‏. تُحدد المدخلات في جدول التوجيه على بادئة عناوين الشبكات الفرعية (بالإنجليزية: sub-network)‏، وقد يتوائم عنوان الأيبي لجهة القصد لأكثر من مدخل، ولكن يُتخذ المدخل الذي يحتوي على أطول قناع للشبكة الفرعية.

## مثال
على سبيل المثال، عندما نتمعن في جدول التوجيه هذا الخاص بآي بي في4 (مكتوب بصيغة CIDR):
```
192.168.20.16/28
192.168.0.0/16
```

عندما يريد الموجه البحث عن المنفذ المناسب الخاص بالعنوان 192.168.20.19، كلا المدخلين في الجدول يتوائمون معه، في هذه الحالة تستخدم أطول بادءة 192.168.20.16/28، وذلك لأن قناع الشبكة الفرعية الخاص به (/28) أطول من الآخر (/16) مما يجعله أكثر دقة. غالباً ماتحوي جداول التوجيه على وجهة افتراضية، والتي يتم التوجيه لها عندما لا توجد أي بادءة تتوائم مع عنوان معين.